# Senegal ai Giochi della XXIX Olimpiade
Il Senegal ha partecipato ai Giochi della XXIX Olimpiade di Pechino, svoltisi dall'8 al 24 agosto 2008, con una delegazione di 15 atleti.

## Atletica leggera
| Gara  | Atleta          | Batterie | Batterie | Semifinali | Semifinali | Finale | Finale |
| Gara  | Atleta          | Tempo    | Pos.     | Tempo      | Pos.       | Tempo  | Pos.   |
| ----- | --------------- | -------- | -------- | ---------- | ---------- | ------ | ------ |
| 800 m | Abdoulaye Wagne | 1'47"50  | 5        |            |            |        |        |

| Gara           | Atleta           | Qualificazioni | Qualificazioni | Finale | Finale |
| Gara           | Atleta           | Misura         | Pos.           | Misura | Pos.   |
| -------------- | ---------------- | -------------- | -------------- | ------ | ------ |
| Salto in lungo | Ndiss Kaba Badji | 8,07 m         | 7              | 8,16 m | 6      |
| Salto triplo   | Ndiss Kaba Badji | nessuna misura | -              |        |        |

## Canoa/kayak
| Gara               | Atleta           | Batterie | Batterie | Semifinali | Semifinali | Finale | Finale |
| Gara               | Atleta           | Tempo    | Pos.     | Tempo      | Pos.       | Tempo  | Pos.   |
| ------------------ | ---------------- | -------- | -------- | ---------- | ---------- | ------ | ------ |
| K1 500 m maschile  | Assane Dame Fall | 1'52"215 | 5        | 2'04"633   | 9          |        |        |
| K1 1000 m maschile | Assane Dame Fall | 4'07"061 | 9        |            |            |        |        |
| K1 500 m femminile | Khathia Ba       | 2'17"240 | 9        |            |            |        |        |

## Judo
| Gara    | Atleta              | Tabellone principale                     | Tabellone principale | Tabellone principale | Tabellone principale | Tabellone principale | Ripescaggi | Ripescaggi | Ripescaggi | Ripescaggi |
| Gara    | Atleta              | Sedicesimi                               | Ottavi               | Quarti               | Semifinali           | Finale               | 1º turno   | Quarti     | Semifinali | Finale     |
| ------- | ------------------- | ---------------------------------------- | -------------------- | -------------------- | -------------------- | -------------------- | ---------- | ---------- | ---------- | ---------- |
| +100 kg | Deguy Bathily Diegy | Daniel McCormick (Stati Uniti) 0001-0010 |                      |                      |                      |                      |            |            |            |            |

| Gara  | Atleta            | Tabellone principale                     | Tabellone principale              | Tabellone principale | Tabellone principale | Tabellone principale | Ripescaggi                           | Ripescaggi | Ripescaggi | Ripescaggi |  |
| Gara  | Atleta            | Sedicesimi                               | Ottavi                            | Quarti               | Semifinali           | Finale               | 1º turno                             | Quarti     | Semifinali | Finale     |  |
| ----- | ----------------- | ---------------------------------------- | --------------------------------- | -------------------- | -------------------- | -------------------- | ------------------------------------ | ---------- | ---------- | ---------- |  |
| 52 kg | Hortanse Diedhiou |                                          | Soraya Haddad (Algeria) 0001-0010 |                      |                      |                      | Marie Muller (Lussemburgo) 0001-1001 |            |            |            |  |
| 63 kg | Cecile Hanne      | Ysis Lenis Barreto (Venezuela) 0000-1012 |                                   |                      |                      |                      |                                      |            |            |            |  |
| 70 kg | Gisele Mendy      | Annett Böhm (Germania) 0000-1000         |                                   |                      |                      |                      | Nataliya Smal (Ucraina) 0000-0201    |            |            |            |  |

## Lotta
| Gara  | Atleta       | Tabellone principale            | Tabellone principale | Tabellone principale | Tabellone principale | Ripescaggi                    | Ripescaggi    | Ripescaggi |
| Gara  | Atleta       | Ottavi                          | Quarti               | Semifinali           | Finale               | Primo turno                   | Secondo turno | Finale     |
| ----- | ------------ | ------------------------------- | -------------------- | -------------------- | -------------------- | ----------------------------- | ------------- | ---------- |
| 55 kg | Adama Diatta | Tomohiro Matsunaga (Giappone) F |                      |                      |                      | Sezar Akgul (Turchia) 010-101 |               |            |

## Nuoto
| Gara                     | Atleta           | Batterie | Batterie | Semifinali | Semifinali | Finale | Finale |
| Gara                     | Atleta           | Tempo    | Pos.     | Tempo      | Pos.       | Tempo  | Pos.   |
| ------------------------ | ---------------- | -------- | -------- | ---------- | ---------- | ------ | ------ |
| 100 m rana maschili      | Malick Fall      | 1'02"51  | 48       |            |            |        |        |
| 100 m farfalla femminili | Binta Zahra Diop | 1'04"26  | 47       |            |            |        |        |

## Scherma
| Gara                 | Atleta         | Turno 1                          | Sedicesimi                      | Ottavi | Quarti | Semifinali | Finale |
| -------------------- | -------------- | -------------------------------- | ------------------------------- | ------ | ------ | ---------- | ------ |
| Sciabola individuale | Abdulaye Thiam | Jason Rogers (Stati Uniti) 15-10 |                                 |        |        |            |        |
| Sciabola individuale | Mamadou Keita  | Satoshi Ogawa (Giappone) 15-14   | Rareș Dumitrescu (Romania) 7-15 |        |        |            |        |

| Gara                 | Atleta     | Turno 1                          | Sedicesimi | Ottavi | Quarti | Semifinali | Finale |
| -------------------- | ---------- | -------------------------------- | ---------- | ------ | ------ | ---------- | ------ |
| Sciabola individuale | Nafi Toure | Maylin Gonzalez Pozo (Cuba) 7-15 |            |        |        |            |        |

## Taekwondo
| Gara  | Atleta          | Ottavi                            | Tabellone principale            | Tabellone principale | Tabellone principale | Ripescaggi | Ripescaggi |
| Gara  | Atleta          | Ottavi                            | Quarti                          | Semifinali           | Finale               | Semifinali | Finale     |
| ----- | --------------- | --------------------------------- | ------------------------------- | -------------------- | -------------------- | ---------- | ---------- |
| 57 kg | Bineta Diedhiou | Nguyen Thi Hoai Thu (Vietnam) 1-0 | Veronica Calabrese (Italia) 0-3 |                      |                      |            |            |